# Бактрийска равнина
Бактрийската равнина e предпланинска равнина в Северен Афганистан, разположена покрай левия бряг на река Амударя на север и планинската система на Паропамиз на юг. Дължина от запад на изток около 400 km, ширина до 140 km, височина от 500 m на юг до 250 m на северозапад. Равнината заема тектонска падина, изградена на повърхността предимно от пясъчно-глинести наноси и льос. Южната ѝ част представлява наклонена пролувиална равнина с ширина до 25 km, представляваща сливащите се една с друга вътрешни делти на планински реки (Кокча, Саманган, Балх, Даряйи-Сафед и др.) и потоци. Северната ѝ част има плосък релеф, и е заета основно от ниските речни тераси на река Амударя. Климатът е сух, субтропичен. Средната юлска температура е около 31°С, средната януарска – около 3°С. Годишна сума на валежите е 150 – 250 mm, с максимум праз пролетта. По северната ѝ периферия преминава участък от средното течение на река Амударя, а единствената река, която я пресича от юг на север е Сурхаб (ляв приток на Амударя). На север преобладават ландшафтите на пясъчните, частично незакрепени пустини, а на юг – пясъчно-глинестите пустини с такири и солончаци. Покрай Амударя има малки горички и пасища. Към сухите делти на губещите се в пясъците планински реки са привързани няколко големи оазиса Кундуз, Мазари Шариф, Шибирган, Ташкурган, Андхой и др. Чрез напояване се отглеждат памук, пшеница, захарно цвекло, ориз. Развива се номадско овцевъдство и коневъдство.